# Pararctophila
Pararctophila är ett släkte av tvåvingar. Pararctophila ingår i familjen blomflugor.
Kladogram enligt Catalogue of Life:
| Pararctophila | \| \| Pararctophila bengalensis \| \| \| \| \| \| Pararctophila brunnescens \| \| \| \| \| \| Pararctophila oberthuri \| \| \| \| |
|               | \| \| Pararctophila bengalensis \| \| \| \| \| \| Pararctophila brunnescens \| \| \| \| \| \| Pararctophila oberthuri \| \| \| \| |
|               | Pararctophila bengalensis |
|               | |
|               | Pararctophila brunnescens |
|               | |
|               | Pararctophila oberthuri |
|               | |